# بووم (فلم)
بووم هو فيلم إثارة وكوميديا سوداء هندي لعام 2003 صدر في 19 سبتمبر 2003. وهو يصور تورط عالم الموضة بجرائم عالم الجريمة.
إخراج كايزاد جوستاد وإنتاج زوجة جاكي شروف ، عائشة شروف ، الفيلم يضم أميتاب باتشان ، جاكي شروف ، جولشان غروفر ، بادما لاكشمي ، مادو سابري ، زينات أمان وكاترينا كيف. يعتبر أول فيلم لكيف، كانت بدلية في اللحظة الأخيرة من عارضة الأزياء ميغنا ريدي.

## القصة
أنو جيكواد (مادو صابر) شيلا بارديز (بادما لاكشمي) ورينا كيف (كاترينا كايف) هم ثلاثة من أفضل عارضات الأزياء في الهند وهم يشاركون في عرض للأزياء تستضيفه علامة تجارية مرموقة من صائغي الماس. أثناء وجودها على منحدر عرض الأزياء ، يقوم أحد العارضين الآخرين (ربما عن قصد) بجل أنو تسقط اثناء عرض الازياء، وتنهار ، وهو أسوأ كابوس للعارضات. يأتيون أصدقاء أنو الداعمين ، شيلا و رينا ، إلى الإنقاذ.  يواجه الثلاثي على الفور العارضة الذي تسببت بحادثة أنو (التي عقدت أمام الجمهور) إلى قتال.  عندما تتشاجر النساء مع بعضهن البعض ، تقابلهن مفاجأة كبيرة. مئات الألماس المسروق اللامع ، الذي كان من المقرر تهريبه خارج البلاد ، يسقط من شعر العارضة إلى المنحدر ، ليختطفه المصورون والمشاهير على حد سواء.
أنو ، شيلا ورينا في حالة صدمة عندما يتحول عرض الأزياء إلى فوضى.  الماس المسروق لا يقدر بثمن ويجب أن يتم استرداده من قبل أفراد العصابات ، الذين يحملون النماذج الثلاثة الفاتنة المسؤولة عن السرقة الخطأ.  كان من المقرر تهريب الماس إلى دبي وسرقه تشوت ميا (جاكي شروف).  ثم يتم تسليمهم إلى إخوانه.  زعيم الثلاثي ، بيد ميان (أميتاب باتشان) مصمم على استعادة الماس وهكذا تبدأ لعبة القط والفأر بين العارضات الثلاثة والعصابات الثلاثة.

## شباك التذاكر
كان أداء الفيلم ضعيفًا جدًا في شباك التذاكر. جمع الفيلم ما لا يقل عن روبية.  12 مليونًا. كان على مُنتجة الفيلم ، عائشة شروف ، أن تبيع بعض الممتلكات لنفسها ولزوجها (جاكي شروف) ؛  أشارت عائشة شروف فيما بعد إلى أن زواجها عانى نتيجة للفيلم ، وأن علاقتها مع زوجها «كانت قاسية بعد فيلم بوم».

## روابط خارجية
- مقالات تستعمل روابط فنية بلا صلة مع ويكي بيانات